# Цивільна авіація

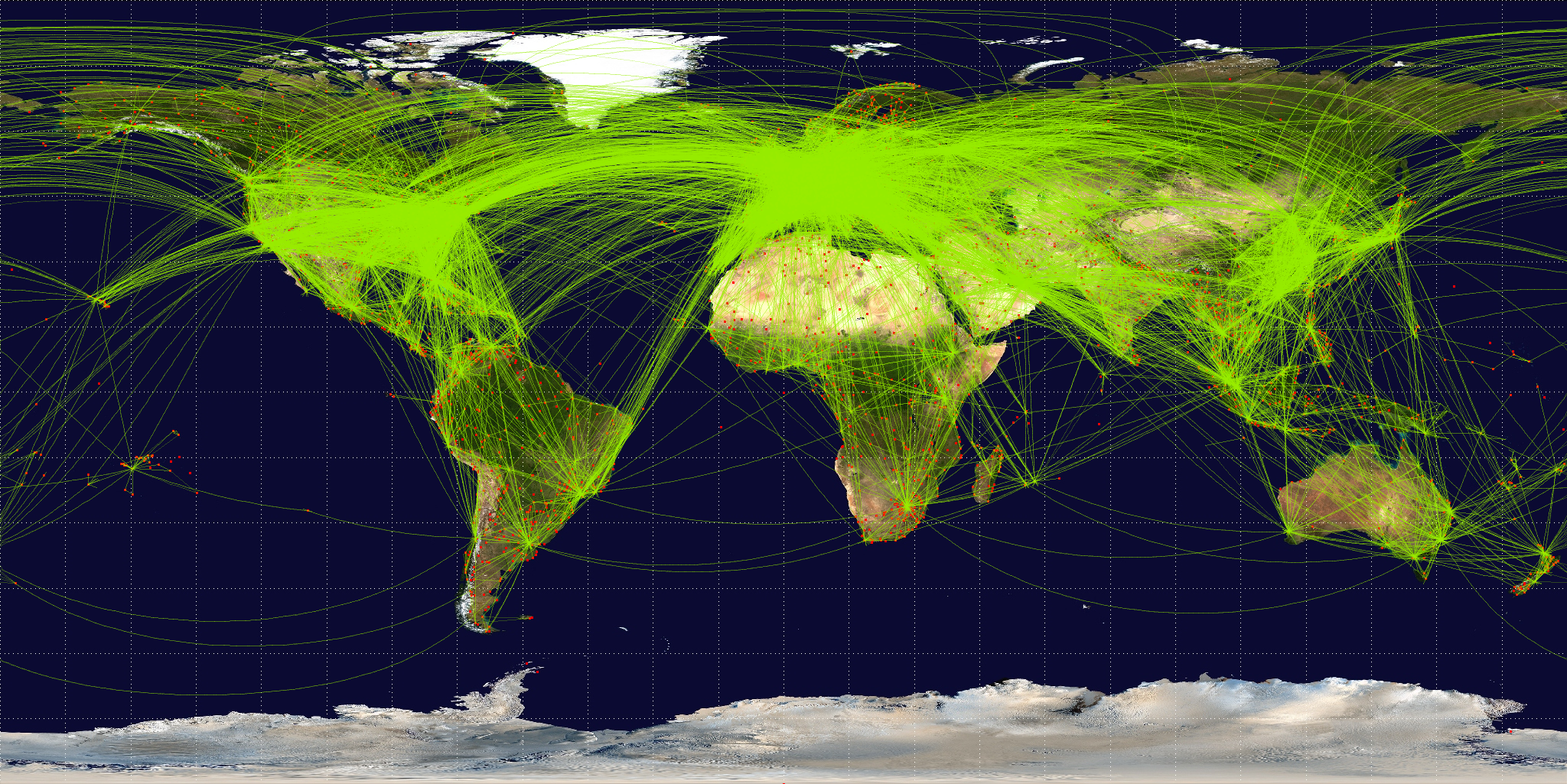
Повітряні маршрути цивільної авіації у 2009 році

Циві́льна авіа́ція — перевезення пасажирів, багажу, вантажів і пошти; виконання авіаційних робіт в різноманітних галузях економіки (сільському господарстві, будівництві, для охорони лісів, обслуговування експедицій тощо); надання медичної допомоги населенню і проведення санітарних заходів; експериментальних і науково-дослідних робіт; навчальних, культурно-просвітніх і спортивних заходів, а також пошуково-рятувальних та аварійно-рятувальних робіт і надання допомоги у разі стихійних лих.
У листопаді 1944 року було підписано Чиказьку конвенцію про міжнародну цивільну авіацію, одним з пунктів якої було створення ICAO — міжнародної організації цивільної авіації.
Зі збільшенням потоку перевезень, контроль за повітряним простором перетворюється на велику проблему, і 1963 року був організований Євроконтроль у складі Бельгії, Франції, Західної Німеччини, Люксембургу, Нідерландів і Англії для спостереження як за військовими, так і цивільними польотами літаків країн-учасниць. Існує також тенденція узгоджувати обслуговування між національними авіалініями; наприклад, було засновано у 1963 Повітряний союз між Францією (Air France), Західною Німеччиною (Lufthansa), Італією (Alitalia), Бельгією (Sabena).
Аеронавігаційні дані — викладення аеронавігаційних фактичних даних, концепції або інструкції у формалізованому порядку, придатному для зв'язку, інтерпретації чи обробки.